# Dipterocarpus tuberculatus
Dipterocarpus tuberculatus — вид тропических деревьев из рода Диптерокарпус семейства Диптерокарповые.

## Местные названия
В Камбожде это дерево называют кхлонг (кхмер. khlông), во Вьетнаме — дау донг (вьет. Dầu đồng)/  На английском зыке он известен как гурджантри (англ. gurjuntree). 

## Распространение
Произрастает в Юго-Восточной Азии, встречается в Бангладеш, Мьянме, Таиланде, Камбодже, Лаосе и Вьетнаме. Распространён в чистых равнинных лесах, на высотах до 800—1000 метров.

## Описание
Dipterocarpus tuberculatus — один из наиболее низких видов диптерокарпусов. Высота ствола обычно от 15 до 25 метров; наибольшая — до 30 метров. Ствол цилиндрический, прямой; 40—60 см в диаметре.

## Охранный статус
Охранный статус Dipterocarpus tuberculatus — NT — виды, близкие к уязвимому положению.